# Großer Preis von Venezuela (Motorrad)

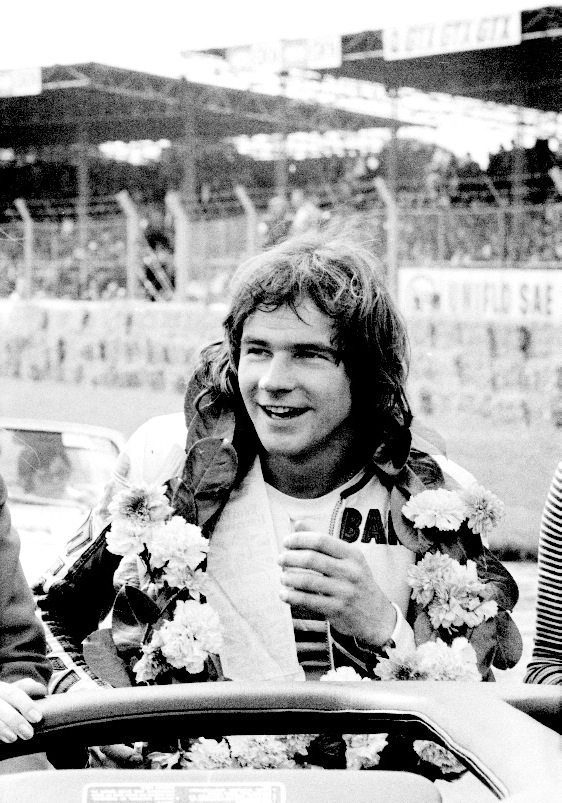
Sieger aller drei 500-cm³-Läufe: Barry Sheene

Der Große Preis von Venezuela Motorräder war ein Motorrad-Rennen, das zwischen 1977 und 1979 dreimal auf der Rennstrecke von San Carlos bei San Carlos im Bundesstaat Cojedes, südwestlich der Hauptstadt Caracas ausgetragen wurde und zur Motorrad-Weltmeisterschaft zählte.
Rekordsieger ist Barry Sheene aus Großbritannien, der das Rennen dreimal gewinnen konnte.

## Statistik
| Auflage | Jahr | Strecke    | Klasse  | Sieger                         | Zweiter                    | Dritter                          | Pole-Position                   | Schn. Rennrunde                |
| ------- | ---- | ---------- | ------- | ------------------------------ | -------------------------- | -------------------------------- | ------------------------------- | ------------------------------ |
| 1.      | 1977 | San Carlos | 125 cm³ | Ángel Nieto (Bultaco)          | Toni Mang (Morbidelli)     | Iván Palazzese (Morbidelli)      | Ángel Nieto (Bultaco)           | Ángel Nieto (Bultaco)          |
| 1.      | 1977 | San Carlos | 250 cm³ | Walter Villa (Yamaha)          | Patrick Fernandez (Yamaha) | Víctor Palomo (Yamaha)           | Franco Uncini (Harley-Davidson) | Walter Villa (Harley-Davidson) |
| 1.      | 1977 | San Carlos | 350 cm³ | Takazumi Katayama (Yamaha)     | Tom Herron (Yamaha)        | Jon Ekerold (Yamaha)             | Johnny Cecotto (Yamaha)         | Johnny Cecotto (Yamaha)        |
| 1.      | 1977 | San Carlos | 500 cm³ | Barry Sheene (Suzuki)          | Steve Baker (Yamaha)       | Pat Hennen (Suzuki)              | Johnny Cecotto (Yamaha)         | Barry Sheene (Suzuki)          |
|         |      |            |         |                                |                            |                                  |                                 |                                |
| 2.      | 1978 | San Carlos | 125 cm³ | Pier Paolo Bianchi (Minarelli) | Eugenio Lazzarini (MBA)    | Víctor León-Pacheco (Morbidelli) | Pier Paolo Bianchi (Minarelli)  | Pier Paolo Bianchi (Minarelli) |
| 2.      | 1978 | San Carlos | 250 cm³ | Kenny Roberts sr. (Yamaha)     | Carlos Lavado (Yamaha)     | Patrick Fernandez (Yamaha)       | Franco Uncini (Yamaha)          | Kenny Roberts sr. (Yamaha)     |
| 2.      | 1978 | San Carlos | 350 cm³ | Takazumi Katayama (Yamaha)     | Patrick Fernandez (Yamaha) | Paolo Pileri (Morbidelli)        | Franco Uncini (Yamaha)          | Franco Uncini (Yamaha)         |
| 2.      | 1978 | San Carlos | 500 cm³ | Barry Sheene (Suzuki)          | Pat Hennen (Suzuki)        | Steve Baker (Suzuki)             | Johnny Cecotto (Yamaha)         | Barry Sheene (Suzuki)          |
|         |      |            |         |                                |                            |                                  |                                 |                                |
| 3.      | 1979 | San Carlos | 125 cm³ | Ángel Nieto (Minarelli)        | Thierry Espié (Motobécane) | Maurizio Massimiani (MBA)        | Iván Palazzese (MBA)            | Ángel Nieto (Minarelli)        |
| 3.      | 1979 | San Carlos | 250 cm³ | Walter Villa (Yamaha)          | Kork Ballington (Kawasaki) | Vic Soussan (Yamaha)             | Carlos Lavado (Yamaha)          | Walter Villa (Yamaha)          |
| 3.      | 1979 | San Carlos | 350 cm³ | Carlos Lavado (Yamaha)         | Walter Villa (Yamaha)      | Patrick Fernandez (Yamaha)       | Carlos Lavado (Yamaha)          | Carlos Lavado (Yamaha)         |
| 3.      | 1979 | San Carlos | 500 cm³ | Barry Sheene (Suzuki)          | Virginio Ferrari (Suzuki)  | Tom Herron (Suzuki)              | Barry Sheene (Suzuki)           | Barry Sheene (Suzuki)          |

## Verweise